# Shudu Tsenpa
Der Shudu Tsenpa ist ein Berg im Himalaya an der Grenze zwischen Sikkim in Indien und Tibet in China.
Der Shudu Tsenpa hat eine Höhe von 7024 m (nach anderen Quellen 7032 m). Er liegt im östlichen Himalaya-Hauptkamm im Nordosten von Sikkim. Der Berg liegt 3,38 km südöstlich vom Pauhunri (7128 m). Ein nach Nordosten strömender Gletscher trennt die beiden Berge. Am Shudu Tsenpa treffen sich drei Einzugsgebiete. Die Nordwestflanke fließt zum Yarlung Tsangpo, dem Oberlauf des Brahmaputra. Die Ostflanke wird von der Torsa und die Südwestflanke vom Lachung Chu, dem linken Quellfluss der Tista, entwässert.
Der Shudu Tsenpa ist noch unbestiegen.